# القانون 586
مشروع القانون 588، الذي قدمه باتريك بلوش، كان أول مشروع قانون بشأن زواج المثليين الذي تم التصويت عليه من قبل البرلمان في فرنسا. ويتبع قرار المجلس الدستوري السماح للسلطة التشريعية بالبت في هذه المسألة. والحزب الاشتراكي استغل النافذة التشريعية لوضع النص إلى جدول الأعمال. في 14 يونيو 2011، صوتت الجمعية الوطنية لفرنسا بعدد 293 من 222 ضد مشروع القانون.[بحاجة لمصدر]